# Whiteriver
Whiteriver is een plaats (census-designated place) in de Amerikaanse staat Arizona, en valt bestuurlijk gezien onder Navajo County.

## Demografie
Bij de volkstelling in 2000 werd het aantal inwoners vastgesteld op 5220.

## Geografie
Volgens het United States Census Bureau beslaat de plaats een oppervlakte van
46,1 km², geheel bestaande uit land. Whiteriver ligt op ongeveer 1584 m boven zeeniveau.

## Plaatsen in de nabije omgeving
De onderstaande figuur toont nabijgelegen plaatsen in een straal van 48 km rond Whiteriver.